# Andrew Laing
Andrew Laing (nacido en 1966) es un actor neozelandés.

## Primeros años
Laing se graduó en Toi Whakaari: Escuela de Drama de Nueva Zelanda con un diploma en actuación en 1988.

## Carrera
Laing es principalmente conocido por su papel del Dr. Geoff Greenlaw en la popular telenovela Shortland Street. También se le conoce por su trabajo en teatro.

## Filmografía
| Año                  | Título                                      | Papel                             | Notas                                                             |
| -------------------- | ------------------------------------------- | --------------------------------- | ----------------------------------------------------------------- |
| 1989                 | Chunuk Bair                                 | Soldado herido                    |                                                                   |
| 1998                 | Emmerdale Farm                              | Shrine                            | 1 episodio                                                        |
| 1996-1997, 2001-2003 | Shortland Street                            | Nigel Bailey / Dr. Geoff Greenlaw | 29 episodios                                                      |
| 2004                 | Power Rangers Dino Thunder                  | Copyotter                         | Voz, episodio: "Copy That"                                        |
| 2005                 | Power Rangers S.P.D.                        | Delex                             | Voz, episodio: "Resurrection"                                     |
| 2006                 | Power Rangers Mystic Force                  | Oculous                           | Voz, 2 episodios                                                  |
| 2008                 | Outrageous Fortune                          | Andrew                            | Episodio: "Thinking Makes It So"                                  |
| 2008                 | Power Rangers Jungle Fury                   | Master Lope                       | 2 episodios                                                       |
| 2009                 | Power Rangers RPM                           | Virus Venjix                      | Voz, 30 episodios                                                 |
| 2011                 | Underbelly NZ: Land of the Long Green Cloud | Laurie Mackenzie                  |                                                                   |
| 2013                 | Power Rangers Megaforce                     | The Messenger                     | Voz, 2 episodios                                                  |
| 2014                 | I Survived a Zombie Holocaust               | SMP                               |                                                                   |
| 2015                 | Deathgasm                                   | Aeon                              |                                                                   |
| 2016                 | Power Rangers Dino Super Charge             | Jack O'Lantern, Heximas           | Voz, episodios: "Trick or Trial", "Here Comes Heximas"            |
| 2019-2020            | Power Rangers Beast Morphers                | Virus Venjix / Evox               | Voz, 38 episodios, acreditado como Randall Ewing por 37 episodios |
| 2021                 | Power Rangers Dino Fury                     | Lord Zedd                         | Voz, episodio: "Old Foes"                                         |